# Florestópolis
Florestópolis ist ein brasilianisches Munizip im Norden des Bundesstaats Paraná. Es hat 13.655 Einwohner (2022), die sich Florestopolitaner, Florestenser oder Florestianer nennen. Seine Fläche beträgt 246 km². Es liegt 531 Meter über dem Meeresspiegel. Die Gemeinde ist Teil der Metropolregion Londrina.

## Etymologie
Der Name Florestópolis bedeutet Stadt des Waldes. Denn sie wurde mitten im Urwald gegründet.

## Geschichte

### Besiedlung
Im Jahr 1940 begann die Abholzung der Wälder und die Anlage von Kaffee- und Zuckerrohrplantagen. Es entstanden mehrere Patrimonien. Dazu gehörte auch das Patrimônio São João, ein riesiges Stück Land, das João Dias dos Reis gehörte, der es in Grundstücke aufteilte und an Einwanderer aus São Paulo und Minas Gerais verkaufte. Diese Siedlung diente auch als Unterkunft für Tropeiros (Handelszüge mit Pferden und Maultieren). Die Tropeiros ließen ihre Tiere in der Nähe der Pensionen weiden, wo sie übernachteten und oft auch Hütten errichteten, die im Allgemeinen aus Flechtwerkwänden und Palmholz gebaut waren.

### Erhebung zum Munizip
Florestópolis wurde durch das Staatsgesetz Nr. 790 vom 14. November 1951 aus Porecatu ausgegliedert und in den Rang eines Munizips erhoben. Es wurde am 14. Dezember 1952 als Munizip installiert.

## Geografie

### Fläche und Lage
Florestópolis liegt auf dem Terceiro Planalto Paranaense (der Dritten oder Guarapuava-Hochebene von Paraná). Seine Fläche beträgt 246 km². Es liegt auf einer Höhe von 531 Metern.

### Vegetation
Das Biom von Florestópolis ist Mata Atlântica.

### Klima
In Florestópolis herrscht tropisches Klima. Die meisten Monate im Jahr sind durch Niederschläge gekennzeichnet. Auf das Gesamtklima im Jahr haben die wenigen trockenen Monate nur wenig Einfluss. Die Klimaklassifikation nach Köppen und Geiger lautet Am. Im Jahresdurchschnitt liegt die Temperatur bei 22,4 °C. Innerhalb eines Jahres gibt es 1404 mm Niederschlag.

### Gewässer
Florestópolis liegt im Einzugsgebiet des Paranapanema. Im Osten wird das Munizip durch den Ribeirão Vermelho begrenzt, der zu einem Seitenarm des Capivara-Stausees aufgestaut ist.

### Straßen
Florestópolis ist über die PR-170 mit Rolândia im Süden und über die Paranapanema-Brücke in Porecatu mit dem Staat São Paulo im Norden verbunden.

### Nachbarmunizipien
|                   | Porecatu                                    | Alvorada do Sul       |
| Centenário do Sul | Kompassrose, die auf Nachbargemeinden zeigt |                       |
| Miraselva         | Prado Ferreira                              | Bela Vista do Paraíso |

## Stadtverwaltung
Bürgermeister: Onício de Souza, PSL (2021–2024)
Vizebürgermeister: Davi Aparecido de Carvalho, PSL (2021–2024)

## Demografie

### Bevölkerungsentwicklung
| Jahr | Einwohner | Stadt | Land |
| ---- | --------- | ----- | ---- |
| 1960 | 16.274    | 16 %  | 84 % |
| 1970 | 9.774     | 28 %  | 72 % |
| 1980 | 12.140    | 52 %  | 48 % |
| 1991 | 11.998    | 71 %  | 29 % |
| 2000 | 12.190    | 84 %  | 16 % |
| 2010 | 11.222    | 94 %  | 6 %  |
| 2022 | 13.655    |       |      |

Quelle: IBGE (2011) und Volkszählung 2022

### Ethnische Zusammensetzung
| Gruppe * | 1991    | 2000    | 2010    | wer sich als …                                                                   |
| --- | ------- | ------- | ------- | -------------------------------------------------------------------------------- |
| Weiße | 59,1 %  | 68,2 %  | 49,0 %  | weiß bezeichnet                                                                  |
| Schwarze | 3,0 %   | 3,9 %   | 5,3 %   | schwarz bezeichnet                                                               |
| Gelbe | 0,1 %   | 0,0 %   | 0,8 %   | von fernöstlicher Herkunft wie japanisch, chinesisch, koreanisch etc. bezeichnet |
| Braune | 37,8 %  | 27,4 %  | 44,8 %  | braun oder als Mischung aus mehreren Gruppen bezeichnet                          |
| Indigene | 0,0 %   | 0,1 %   | 0,0 %   | Ureinwohner oder Indio bezeichnet                                                |
| ohne Angabe | 0,0 %   | 0,4 %   | 0,0 %   |                                                                                  |
| Gesamt | 100,0 % | 100,0 % | 100,0 % |                                                                                  |
| *) Das IBGE verwendet für Volkszählungen ausschließlich diese fünf Gruppen. Es verzichtet bewusst auf Erläuterungen. Die Zugehörigkeit wird vom Einwohner selbst festgelegt. |         |         |         |                                                                                  |

Quelle: IBGE (Stand: 1991, 2000 und 2010)